# 7/8 TV
7/8 TV (en búlgaro: 7/8 ТВ, Седем-осми ТВ) es un canal de televisión por cable de origen búlgaro, propiedad de y operado por el partido político Existe Tal Pueblo. Fue fundado en 2019 en la capital Sofía, siendo sucesor del canal Stara Zagora ,y su programa principal El show de Slavi.

## Historia
El 6 de mayo, Slavi Trifonov anunció que su programa terminaría el 31 de julio de 2019, y que después del 15 de septiembre, Slavi y su equipo crearían su propio canal de televisión. El canal inició sus transmisiones el 4 de noviembre de ese año, con la programación habitual comenzando a partir de las 19:00 con "Studio X" y "El show de los guionistas".
La sede del canal se encuentra en las oficinas de la empresa Seven-Eight, pero los programas se graban desde los estudios de Doli Media Studio en Levski G, Sofia.

## Programación actual
- Krum Savov en vivo-programa de entrevistas con el presentador Krum Savov
- Studio X - es un programa diario de comentarios y periodismo
- El espectáculo nocturno de Slavi Trofonov : un espectáculo nocturno
- El show de los guionistas-espectáculo informativo-satírico
- Tonight with Shkumbata-programa humorístico con el presentador Dimitar Tudzharov - Shkumbata
- La noche de Ivan Kulekov - un programa periodístico de Ivan Kulekov
- La noche de la banda Ku-ku-un espectáculo musical
- Noche de ... - Reuniones con celebridades y preguntas de los espectadores
- Noche del Noroeste-un espectáculo de comedia, con humor específico de la región búlgara Noroeste
- El tiempo con Ivan Atanasov-pronóstico meteorológico
- 4+ - espectáculo femenino
- Cocinemos con Radi-espectáculo culinario.